# Coupe de France de rugby à XIII 1971-1972
Navigation
Édition précédente Édition suivante
La Coupe de France de rugby à XIII 1971-1972 est la 34e édition de la Coupe de France, compétition à élimination directe mettant aux prises des clubs de rugby à XIII amateurs et professionnels affiliés à la Fédération française de jeu à XIII (aujourd'hui Fédération française de rugby à XIII).

## Liste des équipes en compétition en huitièmes de finale
| \| AS Saint-Estève US Villeneuve RC Marseille SU Cavaillon FC Lézignan RC Saint-Gaudens RC Roanne Montpellier XIII Toulouse olympique XIII Villefranche XIII RC Albigeois Bordeaux-Facture XIII AS Carcassonne XIII Catalan SO Avignon \| Clubs prenant part à la Coupe de France de rugby à XIII 1972. |
| AS Saint-Estève US Villeneuve RC Marseille SU Cavaillon FC Lézignan RC Saint-Gaudens RC Roanne Montpellier XIII Toulouse olympique XIII Villefranche XIII RC Albigeois Bordeaux-Facture XIII AS Carcassonne XIII Catalan SO Avignon                                                                     |

## Phase finale
|  | Huitièmes de finale                  | Huitièmes de finale          |                            |    | Quarts de finale              | Quarts de finale              |  |  | Demi-finales              | Demi-finales              |  |  | Finale                     | Finale                     |
|  | Huitièmes de finale                  | Huitièmes de finale          |                            |    | Quarts de finale              | Quarts de finale              |  |  | Demi-finales              | Demi-finales              |  |  | Finale                     | Finale                     |
|  |                                      |                              |                            |    |                               |                               |  |  |                           |                           |  |  |                            |                            |
|  | le 16 mars 1972 à Aussillon          | le 16 mars 1972 à Aussillon  |                            |    | Le 2 avril 1972 à Carcassonne | Le 2 avril 1972 à Carcassonne |  |  | Le 30 avril 1972 à Limoux | Le 30 avril 1972 à Limoux |  |  | Le 22 mai 1972 à Perpignan | Le 22 mai 1972 à Perpignan |
|  | le 16 mars 1972 à Aussillon          | le 16 mars 1972 à Aussillon  |                            |    | Le 2 avril 1972 à Carcassonne | Le 2 avril 1972 à Carcassonne |  |  | Le 30 avril 1972 à Limoux | Le 30 avril 1972 à Limoux |  |  | Le 22 mai 1972 à Perpignan | Le 22 mai 1972 à Perpignan |
|  | Saint-Estève                         | 13                           |                            |    | Le 2 avril 1972 à Carcassonne | Le 2 avril 1972 à Carcassonne |  |  | Le 30 avril 1972 à Limoux | Le 30 avril 1972 à Limoux |  |  | Le 22 mai 1972 à Perpignan | Le 22 mai 1972 à Perpignan |
|  | Saint-Estève                         | 13                           |                            |    | Le 2 avril 1972 à Carcassonne | Le 2 avril 1972 à Carcassonne |  |  | Le 30 avril 1972 à Limoux | Le 30 avril 1972 à Limoux |  |  | Le 22 mai 1972 à Perpignan | Le 22 mai 1972 à Perpignan |
|  | Villefranche                         | 4                            |                            |    | Le 2 avril 1972 à Carcassonne | Le 2 avril 1972 à Carcassonne |  |  | Le 30 avril 1972 à Limoux | Le 30 avril 1972 à Limoux |  |  | Le 22 mai 1972 à Perpignan | Le 22 mai 1972 à Perpignan |
|  | Villefranche                         | 4                            | Saint-Estève               | 7  |                               |                               |  |  | Le 30 avril 1972 à Limoux | Le 30 avril 1972 à Limoux |  |  | Le 22 mai 1972 à Perpignan | Le 22 mai 1972 à Perpignan |
|  | le 16 mars 1972 à Carcassonne        |                              | Saint-Estève               | 7  |                               |                               |  |  | Le 30 avril 1972 à Limoux | Le 30 avril 1972 à Limoux |  |  | Le 22 mai 1972 à Perpignan | Le 22 mai 1972 à Perpignan |
|  |                                      | Lézignan                     | 3                          |    |                               |                               |  |  | Le 30 avril 1972 à Limoux | Le 30 avril 1972 à Limoux |  |  | Le 22 mai 1972 à Perpignan | Le 22 mai 1972 à Perpignan |
|  | Lézignan                             | Lézignan                     | 3                          | 9  |                               |                               |  |  | Le 30 avril 1972 à Limoux | Le 30 avril 1972 à Limoux |  |  | Le 22 mai 1972 à Perpignan | Le 22 mai 1972 à Perpignan |
|  | Lézignan                             | Le 2 avril 1972 à Roanne     |                            | 9  |                               |                               |  |  | Le 30 avril 1972 à Limoux | Le 30 avril 1972 à Limoux |  |  | Le 22 mai 1972 à Perpignan | Le 22 mai 1972 à Perpignan |
|  | Toulouse                             | 3                            |                            |    |                               |                               |  |  | Le 30 avril 1972 à Limoux | Le 30 avril 1972 à Limoux |  |  | Le 22 mai 1972 à Perpignan | Le 22 mai 1972 à Perpignan |
|  | Toulouse                             | 3                            | Saint-Estève               |    |                               |                               |  |  |                           |                           |  |  | Le 22 mai 1972 à Perpignan | Le 22 mai 1972 à Perpignan |
|  | le 16 mars 1972 à Montpellier        |                              |                            |    |                               |                               |  |  |                           |                           |  |  | Le 22 mai 1972 à Perpignan | Le 22 mai 1972 à Perpignan |
|  |                                      | Marseille                    |                            |    |                               |                               |  |  |                           |                           |  |  | Le 22 mai 1972 à Perpignan | Le 22 mai 1972 à Perpignan |
|  | Marseille                            | 12                           |                            |    |                               |                               |  |  |                           |                           |  |  | Le 22 mai 1972 à Perpignan | Le 22 mai 1972 à Perpignan |
|  | Marseille                            | 12                           | Le 1er mai 1972 à Lézignan |    |                               |                               |  |  |                           |                           |  |  | Le 22 mai 1972 à Perpignan | Le 22 mai 1972 à Perpignan |
|  | Albi                                 | 5                            |                            |    |                               |                               |  |  |                           |                           |  |  | Le 22 mai 1972 à Perpignan | Le 22 mai 1972 à Perpignan |
|  | Albi                                 | 5                            | Marseille                  | 23 |                               |                               |  |  |                           |                           |  |  | Le 22 mai 1972 à Perpignan | Le 22 mai 1972 à Perpignan |
|  | le 16 mars 1972 à Villeneuve-sur-Lot |                              | Marseille                  | 23 |                               |                               |  |  |                           |                           |  |  | Le 22 mai 1972 à Perpignan | Le 22 mai 1972 à Perpignan |
|  |                                      | Saint-Gaudens                | 7                          |    |                               |                               |  |  |                           |                           |  |  | Le 22 mai 1972 à Perpignan | Le 22 mai 1972 à Perpignan |
|  | Saint-Gaudens                        | Saint-Gaudens                | 7                          | 31 |                               |                               |  |  |                           |                           |  |  | Le 22 mai 1972 à Perpignan | Le 22 mai 1972 à Perpignan |
|  | Saint-Gaudens                        | Le 9 avril 1972 à Albi       |                            | 31 |                               |                               |  |  |                           |                           |  |  | Le 22 mai 1972 à Perpignan | Le 22 mai 1972 à Perpignan |
|  | Bordeaux-Facture                     | 5                            |                            |    |                               |                               |  |  |                           |                           |  |  | Le 22 mai 1972 à Perpignan | Le 22 mai 1972 à Perpignan |
|  | Bordeaux-Facture                     | 5                            | Saint-Estève               | 12 |                               |                               |  |  |                           |                           |  |  |                            |                            |
|  | le 16 mars 1972 à Toulouse           |                              | Saint-Estève               | 12 |                               |                               |  |  |                           |                           |  |  |                            |                            |
|  |                                      | Villeneuve-sur-Lot           | 5                          |    |                               |                               |  |  |                           |                           |  |  |                            |                            |
|  | Villeneuve-sur-Lot                   | Villeneuve-sur-Lot           | 5                          | 9  |                               |                               |  |  |                           |                           |  |  |                            |                            |
|  | Villeneuve-sur-Lot                   |                              |                            | 9  |                               |                               |  |  |                           |                           |  |  |                            |                            |
|  | Carcassonne                          | 3                            |                            |    |                               |                               |  |  |                           |                           |  |  |                            |                            |
|  | Carcassonne                          | 3                            | Villeneuve-sur-Lot         | 25 |                               |                               |  |  |                           |                           |  |  |                            |                            |
|  | le 12 mars 1972                      |                              | Villeneuve-sur-Lot         | 25 |                               |                               |  |  |                           |                           |  |  |                            |                            |
|  |                                      | Roanne                       | 1                          |    |                               |                               |  |  |                           |                           |  |  |                            |                            |
|  | Roanne                               | Roanne                       | 1                          | ?  |                               |                               |  |  |                           |                           |  |  |                            |                            |
|  | Roanne                               | Le 3 avril 1972 à Carpentras |                            | ?  |                               |                               |  |  |                           |                           |  |  |                            |                            |
|  | XIII Catalan                         | ?                            |                            |    |                               |                               |  |  |                           |                           |  |  |                            |                            |
|  | XIII Catalan                         | ?                            | Villeneuve-sur-Lot         |    |                               |                               |  |  |                           |                           |  |  |                            |                            |
|  | ?                                    |                              |                            |    |                               |                               |  |  |                           |                           |  |  |                            |                            |
|  |                                      | Cavaillon                    |                            |    |                               |                               |  |  |                           |                           |  |  |                            |                            |
|  | Cavaillon                            | ?                            |                            |    |                               |                               |  |  |                           |                           |  |  |                            |                            |
|  | Cavaillon                            | ?                            |                            |    |                               |                               |  |  |                           |                           |  |  |                            |                            |
|  | ?                                    | ?                            |                            |    |                               |                               |  |  |                           |                           |  |  |                            |                            |
|  | ?                                    | ?                            | Cavaillon                  | 20 |                               |                               |  |  |                           |                           |  |  |                            |                            |
|  | le 16 mars 1972 à Cavaillon          |                              | Cavaillon                  | 20 |                               |                               |  |  |                           |                           |  |  |                            |                            |
|  |                                      | Montpellier                  | 4                          |    |                               |                               |  |  |                           |                           |  |  |                            |                            |
|  | Montpellier                          | Montpellier                  | 4                          | 16 |                               |                               |  |  |                           |                           |  |  |                            |                            |
|  | Montpellier                          |                              |                            | 16 |                               |                               |  |  |                           |                           |  |  |                            |                            |
|  | Avignon                              | 12                           |                            |    |                               |                               |  |  |                           |                           |  |  |                            |                            |
|  | Avignon                              | 12                           |                            |    |                               |                               |  |  |                           |                           |  |  |                            |                            |

## Finale - 22 mai 1972
(mt : 0 - 3)
Points marqués :
- Saint-Estève : 2 essais, de Lacan (65e) et Laubies (79e) ; 1 transformation de Camiade (79e) ; 2 pénalités de Camiade (43e et 46e).
- Villeneuve-sur-Lot : 1 essai de Pellerin (36e) ; 1 pénalité de Mazaré (51e).

Évolution du score : 0-3 (m.t.), 2-3, 4-3, 4-5, 9-5, 12-5 
Arbitre : M. Marty 
Spectateurs : 8 200
Composition des équipes :
- Saint-Estève : Jean-Claude Solé - Roger Laubiès, Puig, René Banet, Lacans - José Calle (o), Daniel Camiade (m) - Georges Bonnet, Alain Humbert, René Terrats, Jean-Marc Brial, Lambert Brunet, Ologaray - Entraîneur : Pierre Estirac
- Villeneuve-sur-Lot : Simon Gervaud - Daniel Pellerin, Jacques Gruppi, Bruno D'Hérin, Jean-Pierre Magnanin - Michel Mazaré (o), Jean-Pierre Monetta (m) - Didier Hermet, Jean-Claude Casaleggio, Christian Laffargue, Antoine Gonzalez, Christian Jammet, Christian Sabatié - Claude Murari - Entraîneur : Michel Monclus

Villeneuve ne peut aligner leur capitaine Jean-Pierre Clar en raison d'une blessure au genou ainsi que Serge Cuyas et Christian Bossis.